# Acipenser naccarii
Lo storione cobice (Acipenser naccarii Bonaparte, 1836) è un pesce eurialino semi-anadromo endemico del Mar Adriatico.

## Etimologia
Il nome scientifico fu assegnato in onore di Fortunato Luigi Naccari, naturalista veneto autore di Ittiologia Adriatica e primo a intuire l'esistenza della specie.

## Distribuzione ed habitat
La specie si ritrova soltanto nel Mar Adriatico e non esistono segnalazioni autorevoli da altri mari. Per la riproduzione risale soprattutto il fiume Po ed alcuni suoi affluenti (tra cui Ticino e Adda) ma anche Adige, Brenta, Piave, Tagliamento, Livenza ed altri tributari dell'Adriatico, anche appenninici. Sul lato orientale del Mar Adriatico risale sicuramente i fiumi Cetina e Narenta ma la sua distribuzione non è nota con certezza. Pare accertata la sua presenza nel Lago di Scutari tra Albania e Montenegro.
Durante la sua vita marina frequenta prevalentemente gli estuari dei fiumi in fondali sabbiosi e fangosi profondi, talvolta spingendosi fino agli scogli. Durante la sua vita fluviale predilige i fiumi a portata maggiore, con acque lente e fondali sabbiosi.

## Descrizione

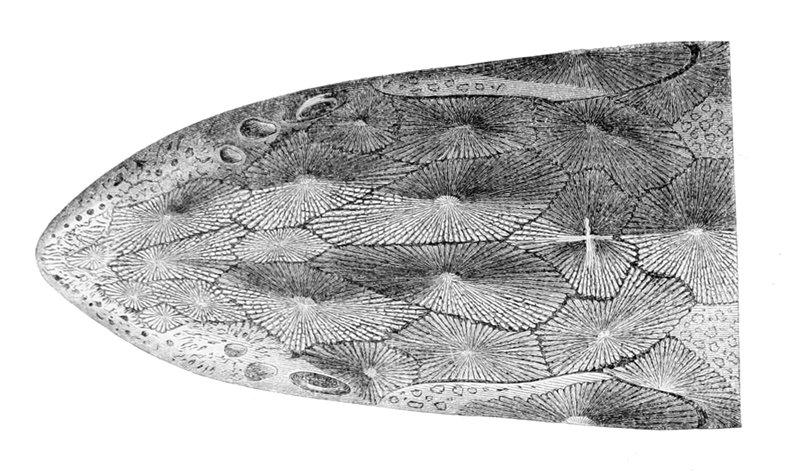
Capo di Storione cobice

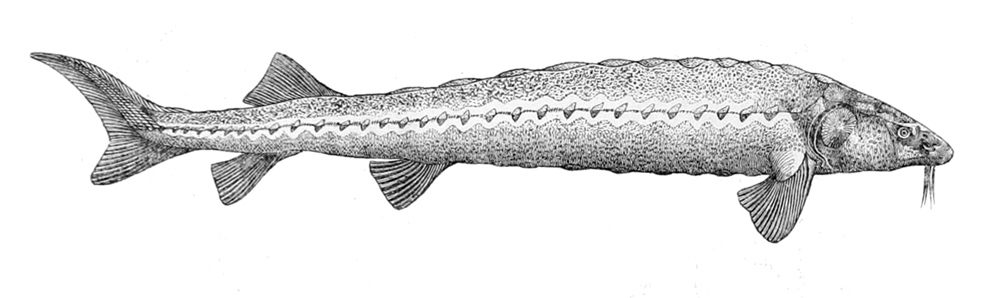
Acipenser naccarii

Il muso è conico e corto, con capo largo e arrotondato. I 4 barbigli a funzione sensoriale sono distanziati dalla bocca protrattile, che presenta un labbro inferiore continuo, interrotto solo nel centro. La pinna caudale è eterocerca (asimmetrica) Le placche ossee sono organizzate in 5 file: le dorsali sono 5-14, le laterali 32-42 per lato, le ventrali 8-11 per lato. Colore verde olivaceo-marrone sul dorso, più chiaro sui fianchi,con ventre biancastro.
Assai simile allo storione comune (Acipenser sturio), se ne differenzia principalmente per alcuni particolari:
- il muso è molto più corto e tozzo (e questo è il carattere di più semplice rilevamento all'esame macroscopico)
- il colore del dorso è più scuro e più brunastro
- c'è un numero minore di placche ossee laterali lungo i fianchi
- le dimensioni sono sensibilmente minori (fino a 200 cm di lunghezza, media 140 cm per 20 kg).[6]

## Riproduzione
Essendo una specie semi-anadroma risale i fiumi per la riproduzione ma pare esistano popolazioni residenti in acqua dolce, ad esempio quelle del Po a monte della diga di Isola Serafini che possano riprodursi con successo nonostante sia loro precluso l'accesso al e dal mare. Tale evidenza fa ritenere che la specie possa essere migratoria facoltativa, al contrario di quanto avviene per le altre due della famiglia delle Acipenseridae un tempo presenti in Italia: Acipenser sturio e Huso huso.
L'attività di risalita dal mare parrebbe raggiungere l'acme nel mese di maggio, e la deposizione delle uova tra giugno e luglio. Vengono deposte circa 40.000-55.000 uova per kg di peso corporeo della femmina. Le uova sono grigio-ardesia con riflessi bronzei e si schiudono dopo circa una settimana; gli avannotti alla nascita misurano poco meno di 1 cm. I maschi raggiungono la maturità sessuale intorno ai 7-11 anni, quando la loro taglia è di 70 cm, le femmine a 12-14 anni, quando raggiungono i 100 cm.
Molti aspetti della biologia riproduttiva della specie restano ancora oscuri.
In cattività gli storioni cobice non riescono a riprodursi in maniera naturale: è necessario usare prodotti ormonali per indurre la femmina a produrre uova.

## Alimentazione
Lo storione cobice è una specie opportunista: in ambiente fluviale il regime alimentare è a base di invertebrati acquatici (Gammaridi, Ditteri, Oligocheti) a cui gli esemplari maggiori aggiungono dei piccoli pesci. In ambiente marino la dieta consiste di Anellidi, Anfipodi, Gasteropodi, Bivalvi e, occasionalmente, di piccoli pesci. Dall'analisi del contenuto dell'apparato digerente di esemplari catturati, si è ipotizzata anche una alimentazione parzialmente a base di detriti organici (vegetali).

## Pesca
Attualmente la pesca, sia sportiva che commerciale è rigorosamente vietata, ma nel passato lo storione cobice è stato ampiamente pescato per le sue carni di ottima qualità e per le sue dimensioni spesso importanti.

## Conservazione
La IUCN red list classifica Acipenser naccarii come specie in pericolo critico.
Sono state individuate le seguenti minacce o fattori di rischio per la conservazione della specie in natura:
- Popolazione naturale non ancora autosostenibile.
- Presenza di sbarramenti artificiali dei corsi d'acqua con conseguente limitazione ai naturali spostamenti (migrazioni riproduttive).
- Antropizzazione degli alvei dei fiumi con riduzione e degrado dell'habitat naturale.
- Presenza di specie aliene competitrici per cibo e aree riproduttive.
- Pesca illegale
- Riduzione del numero degli esemplari allevati in cattività.
- Riduzione della diversità genetica.
- Inquinamento dell'ecosistema fluviale e marino.

È di particolare rilievo la sua conservazione in quanto il suo areale è ridotto e le principali località di riproduzione si trovano in Italia. Attualmente si sta sperimentando, con buoni risultati, l'allevamento in ambiente protetto e la reimmissione in natura di giovani esemplari. Nel 2020, in occasione del World Fish Migration Day ( Giornata mondiale dei pesci migratori) sono stati liberati nei fiumi Savio e Reno oltre 1000 esemplari giovanili e subadulti.

La conservazione dello storione cobice è stata oggetto di diversi progetti LIFE finanziati dall’Unione europea, all’interno dei quali si è realizzata una imponente scala di risalita presso la Centrale idroelettrica di Isola Serafini di Monticelli d'Ongina, la più importante mai costruita in Italia, che permetterà di ripristinare le rotte di migrazione della fauna ittica per centinaia di chilometri dal mare Adriatico fino al Lago di Lugano. Grazie a questa scala di risalita, entrata in funzione nei primi mesi del 2017, vi sarà un importante effetto positivo per numerose specie migratrici a rischio di estinzione, e protette dall'UE, quali storione comune, storione cobice, anguilla, cheppia e, ipoteticamente, lo storione ladano, noto a livello internazionale con il nome russo di beluga, che necessitano di completare il loro ciclo vitale passando dalle acque dolci a quelle salate e viceversa.
Ulteriori misure di salvaguardia riguardano l'ampliamento delle conoscenze sul ciclo biologico della specie per individuare i siti di riproduzione da tutelare particolarmente al fine di aumentarne la percentuale di sopravvivenza nella delicata fase embrionale.

### Ruolo degli acquari
Gli acquari rivestono un ruolo fondamentale per garantire la conservazione in natura dello storione cobice e di altre specie ittiche minacciate di estinzione. Numerosi sono gli esemplari di questa specie conservati  in acquari e in centri destinati alla riproduzione, tra cui:
- Acquario civico di Milano
- Acquario del Po, Motta Baluffi (CR)
- Acquario di Cattolica (RN)
- Oasi di Sant'Alessio, Sant'Alessio con Vialone (PV)
- Piscicoltura di Agro Ittica Lombarda a Calvisano (BS)
- Piscicoltura Storione Ticino Cassolnovo (PV)
- Parco ittico Paradiso, Villa Pompeiana frazione di Zelo Buon Persico (LO)
- Parco del Ticino, Pontevecchio di Magenta (Mi)
- Parco Oltremare, Riccione (RN)

Gli acquari  sostengono  i progetti di conservazione e a tal fine  organizzano eventi di sensibilizzazione e divulgazione all’interno delle proprie strutture.